# Nick Petersen (hockey sur glace)
Pour les articles homonymes, voir Nick Petersen.
Nicholas Petersen (né le 27 mai 1989 à Wakefield au Québec, Canada) est un joueur professionnel canadien de hockey sur glace qui évolue au poste d'ailier droit.

## Biographie
Nick Petersen commence sa carrière en 2006-2007 en jouant avec les Junior Nationals de Washington qui évoluent dans l'Atlantic Junior Hockey League ; lors de la saison suivante, il rejoint l'équipe junior des Cataractes de Shawinigan de la Ligue de hockey junior majeur du Québec en tant qu'agent libre.
Lors de sa deuxième saison avec les Cataractes, en 2008-2009, il compte 90 points, le deuxième total de son équipe derrière Cedric McNicoll ; il est également le sixième pointeur de la ligue derrière les 126 points du joueur des Voltigeurs de Drummondville, Yannick Riendeau. Les Cataractes sont deuxièmes de la division Telus Centre derrière Drummondville mais les deux équipes se rencontrent en finale des séries de la LHJMQ ; ce sont les Voltigeurs qui l'emportent en sept rencontres et qui jouent le tournoi de la Coupe Memorial 2009. Il est tout de même élu dans la seconde équipe d'étoiles de la LHJMQ.
Au cours de l'été, il participe au repêchage d'entrée dans la Ligue nationale de hockey et est choisi par les Penguins de Pittsburgh, le cent-douzième joueur au total. Le 30 septembre 2009, il rejoint les Sea Dogs de Saint-Jean après que ces derniers ont cédé au cours de la saison passée Alex Grant à l'équipe des Cataractes. Sa nouvelle équipe finit la saison régulière avec cent-neuf points, le meilleur total de l'ensemble de la ligue et remportent alors le trophée Jean-Rougeau en tant que meilleure équipe mais également le trophée Robert-Lebel en tant qu'équipe ayant concédé le moins de buts. Ils accèdent par la suite à la finale de la Coupe du Président en éliminant tour à tour le Rocket de l'Île-du-Prince-Édouard, les Olympiques de Gatineau puis les Tigres de Victoriaville mais perdent cette finale 4-2 contre les Wildcats de Moncton. Petersen est élu dans la seconde équipe d'étoiles de la LHJMQ.
Il signe son premier contrat professionnel avec les Penguins en mai 2009 et joue au cours de la saison qui suit des rencontres de la Ligue américaine de hockey avec les Penguins de Wilkes-Barre/Scranton et également avec les Nailers de Wheeling de l'ECHL, deux équipes affiliées à Pittsburgh.

## Statistiques
| Saison    | Équipe                            | Ligue |                   | Saison régulière  | Saison régulière  | Saison régulière  | Saison régulière  | Saison régulière  |                   | Séries éliminatoires | Séries éliminatoires | Séries éliminatoires | Séries éliminatoires | Séries éliminatoires |
| Saison    | Équipe                            | Ligue | PJ                | B                 | A                 | Pts               | Pun               | PJ                | B                 | A                    | Pts                  | Pun                  |                      |                      |
| 2006-2007 | Junior Nationals de Washington    | ATJHL | 40                | 24                | 24                | 48                | 40                |                   |                   |                      |                      |                      |                      |                      |
| 2007-2008 | Cataractes de Shawinigan          | LHJMQ | 51                | 11                | 18                | 29                | 38                | 5                 | 5                 | 1                    | 6                    | 8                    |                      |                      |
| 2008-2009 | Cataractes de Shawinigan          | LHJMQ | 68                | 37                | 53                | 90                | 42                | 21                | 10                | 12                   | 22                   | 22                   |                      |                      |
| 2009-2010 | Sea Dogs de Saint-Jean            | LHJMQ | 59                | 39                | 40                | 79                | 55                | 21                | 7                 | 21                   | 28                   | 14                   |                      |                      |
| 2010-2011 | Penguins de Wilkes-Barre/Scranton | LAH   | 23                | 5                 | 9                 | 14                | 4                 | 11                | 2                 | 0                    | 2                    | 6                    |                      |                      |
| 2010-2011 | Nailers de Wheeling               | ECHL  | 40                | 24                | 33                | 57                | 30                |                   |                   |                      |                      |                      |                      |                      |
| 2011-2012 | Penguins de Wilkes-Barre/Scranton | LAH   | 52                | 11                | 16                | 27                | 25                | 3                 | 0                 | 0                    | 0                    | 2                    |                      |                      |
| 2011-2012 | Nailers de Wheeling               | ECHL  | 7                 | 4                 | 5                 | 9                 | 2                 | -                 | -                 | -                    | -                    | -                    |                      |                      |
| 2012-2013 | Solar Bears d'Orlando             | ECHL  | 22                | 12                | 14                | 26                | 20                | -                 | -                 | -                    | -                    | -                    |                      |                      |
| 2012-2013 | Aeros de Houston                  | LAH   | 37                | 6                 | 8                 | 14                | 20                | -                 | -                 | -                    | -                    | -                    |                      |                      |
| 2013-2014 | SERC Wild Wings                   | DEL   | 46                | 17                | 16                | 33                | 40                | -                 | -                 | -                    | -                    | -                    |                      |                      |
| 2014-2015 | Iserlohn Roosters                 | DEL   | 51                | 22                | 31                | 53                | 60                | 2                 | 0                 | 4                    | 4                    | 2                    |                      |                      |
| 2015-2016 | Iserlohn Roosters                 | DEL   | 48                | 21                | 21                | 42                | 16                | 6                 | 0                 | 3                    | 3                    | 2                    |                      |                      |
| 2016-2017 | Iserlohn Roosters                 | DEL   | 45                | 13                | 22                | 35                | 36                | 14                | 3                 | 5                    | 8                    | 8                    |                      |                      |
| 2017-2018 | Iserlohn Roosters                 | DEL   | 48                | 16                | 27                | 43                | 42                | 18                | 10                | 14                   | 24                   | 2                    |                      |                      |
| 2018-2019 | EC Klagenfurt AC                  | EBEL  | 54                | 26                | 39                | 65                | 41                | -                 | -                 | -                    | -                    | -                    |                      |                      |
| 2019-2020 | EC Klagenfurt AC                  | EBEL  | 23                | 4                 | 12                | 16                | 10                | -                 | -                 | -                    | -                    | -                    |                      |                      |
| 2020-2021 | EC Klagenfurt AC                  | ICEHL | 48                | 20                | 30                | 50                | 36                | 15                | 10                | 13                   | 23                   | 8                    |                      |                      |
| 2021-2022 | EC Klagenfurt AC                  | ICEHL | 18                | 10                | 9                 | 19                | 2                 | 9                 | 2                 | 9                    | 11                   | 2                    |                      |                      |
| 2022-2023 | EC Klagenfurt AC                  | ICEHL | 30                | 10                | 16                | 26                | 20                | 10                | 1                 | 4                    | 5                    | 6                    |                      |                      |
| 2023-2024 | EC Klagenfurt AC                  | ICEHL | Saison en cours ? | Saison en cours ? | Saison en cours ? | Saison en cours ? | Saison en cours ? | Saison en cours ? | Saison en cours ? | Saison en cours ?    | Saison en cours ?    | Saison en cours ?    |                      |                      |

## Trophées et honneurs personnels
- 2008-2009 : sélectionné dans la seconde équipe d'étoiles de la LHJMQ
- 2009-2010
  - Sélectionné dans la seconde équipe d'étoiles de la LHJMQ
  - Trophée Jean-Rougeau pour les Sea Dogs en tant que meilleure équipe de la saison
  - Trophée Robert-Lebel pour les Sea Dogs en tant qu'équipe ayant accordé le moins de but de la saison